# Dich hab’ ich geliebt
Dich hab’ ich geliebt (Verweistitel: Nur Dich hab’ ich geliebt…) ist ein früher deutscher Tonfilm aus dem Jahre 1929. Unter der Regie von Rudolf Walther-Fein übernahmen  Mady Christians, Walter Jankuhn und Hans Stüwe die Hauptrollen.

## Handlung
Die Sängerin Inge Lund feiert bei einer Galapremiere einer neuen Operette einen großen Triumph. Überwältigt von diesem Erfolg, drängt sich Inges Bühnenpartner Otto Radney auf und wird nach einigen Gläschen Alkohol ihr neuer Geliebter. Doch als sie wenig später den Arzt Dr. Hubert Baumgart kennenlernt, verliebt sie sich Hals über Kopf in ihn. Beide heiraten, und die Sängerin gibt ihm zuliebe ihre Bühnenkarriere auf. Doch ihr frisch angetrauter Gatte hat bald nur noch wenig Zeit für sie, und so widmet sich Inge bald mit Hingebung ihrer kleinen Tochter Marie, genannt Mariechen.
Inge vermisst ihr altes Leben sehr, die Bühne, den Applaus und das Rampenlicht. Und so kommt eins zum anderen, als eines Tages Otto Radney in ihrer Stadt gastiert. Durch eine Indiskretion einer eifersüchtigen Kollegin entsteht das Gerücht, dass Inge die erloschene Beziehung zu ihrem ehemaligen Liebhaber wieder aufgefrischt habe. Als ihr Ehemann davon erfährt, verlangt er die Scheidung. Mariechen wird der vermeintlich ehebrecherischen Mutter entzogen und dem Vater zugesprochen.
Um für ihren Lebensunterhalt zu sorgen, muss Inge wieder arbeiten und versucht, in ihrem alten Beruf erneut Fuß zu fassen. Doch ein neues Engagement zu finden, erweist sich als überaus schwierig. Und sie kann auch nicht mehr an die alten Erfolge von einst anknüpfen. Inges Rollen werden immer kleiner, und bald verschwindet sie als Ensemblemitglied im Chor. Als sie in der Stadt ihres Ex-Mannes gastiert, besucht Inge heimlich das ihr entzogene Kind Mariechen. Als Baumgart eine ergreifende Szene zwischen Mutter und Kind miterlebt, erweicht das sein Herz, und er sucht die Versöhnung mit seiner Ex-Frau.

## Produktion
Der Film ist einzig aus einem Grund von filmhistorischer Bedeutung: Er gilt als der erste einhundertprozentige in Deutschland gedrehte, abendfüllende Tonspielfilm. Er ist somit, anders als alle zuvor in Deutschland gedrehten und aufgeführten abendfüllenden deutschen Tonspielfilme, der erste Film, in dem sämtliche Dialoge zu hören sind.
Dich hab’ ich geliebt wurde am 22. November 1929 in zwei Berliner Kinos uraufgeführt
Die Überwachung des Tri-Ergon-Tonverfahrens der Tobis übernahm der Tonspezialist Dr. Guido Bagier. Karl Brodmerkel und Adolf Jansen machten die Tonaufnahmen.
Den Titelschlager, den langsamen Walzer Dich hab ich geliebt, komponierte Eduard May, den Text dazu verfasste Bruno Balz. Walter Jankuhn, Schauspieler und Tenor, machte davon eine Aufnahme bei Odeon. Die Illustrationsmusik schrieb und dirigierte Werner Schmidt-Boelcke.
Tondokumente:
- Dich hab ich geliebt. Lied und English Waltz (Ed. May – B. Balz) a.d.gleichn. Tonfilm. 
  - Harry Jacksons Tanz-Orchester, Refraingesang Kurt Mühlhardt. Tri-Ergon T.E.5781 (Matr. 03210)
- Dich hab ich geliebt. Lied und English Waltz (Musik: Ed. May, Text: B. Balz) a.d.gleichn. Tonfilm. 
  - Walter Jankuhn, Tenor mit Orchesterbegleitung. Odeon O-11 165 a (Matr. Be 8441), aufgen. 27. August 1929[4]

Die Filmbauten schufen Botho Höfer, Hans Minzloff und Erich Czerwonski.
Von dem Film wurde parallel auch eine französische Fassung unter dem Titel Mon amour hergestellt.
Dich hab’ ich geliebt war ein beachtlicher Kassenerfolg und wurde daher auch für den US-amerikanischen Markt interessant. Dort, in New York, lief er am 24. Januar 1930 unter dem Titel Because I Loved You an. Weitere Aufführungen gab es noch im selben Jahr in den Niederlanden, in Bulgarien und in Finnland.

## Kritik
Die zeitgenössische Kritik ging mit dem Film nicht eben gnädig um („…wenn auch die Tagespresse mit ihrem Lob mehr als zurückhaltend ist, weil sie auch hier immer noch die Eigengesetzlichkeit des Tonfilms und eine gute Klangtechnik vermißt“), wie Oskar Kalbus in Vom Werden deutscher Filmkunst zu berichten wusste.
Ähnlich empfand das auch Karlheinz Wendtland, der schrieb: „Das ist der erste in einem deutschen Atelier aufgenommene hundertprozentige Tonfilm. Der Drehbuchautor Walter Reisch, der uns später einige erstklassige Tonfilme bescheren sollte, hatte noch nicht sein Vollformat erreicht. Neben der fehlenden Eigengesetzlichkeit des Tonfilms läßt auch die tontechnische Wiedergabe zu wünschen übrig.“ Des Weiteren führte Wendtland aus, dem Film sei „ein guter Erfolg beim Publikum beschieden“ gewesen, und dies, „obwohl Musik-Einlagen und auch Humor dem Filmgeschehen nicht integriert erscheinen“. Vielmehr mache die Handlung deutlich, „daß eben die Mentalität seinerzeit eine andere [gewesen sei] als heute, das [sei] entscheidend“. Dafür politische Gründe vorzuschieben, sei „abwegig“. Auch könne man der Handlung keine „vornazistischen Tendenzen“ unterstellen, denn der Autor sei Jude gewesen.
So urteilte beispielsweise der Berliner Börsen-Courier: „Erster Eindruck der Tonreproduktion: einfach scheußlich, aber dann allmählich gewöhnt man sich daran und zum Schluß hat einen die Handlung so in den Bann gezogen, dass man das Ganze sogar ganz nett findet. Störend ist es freilich, dass die Tonregie auf eine diskrete Musikuntermalung der Dialogszenen nicht glaubte verzichten zu dürfen. Des Weiteren fällt einem unangenehm auf, dass eine Reihe von Gesangseinlagen allzu deutlich ad hoc eingefügt sind, eben weil der Film jetzt auch singen kann. Man merkt die Absicht und man wird verstimmt... .“